# Liste détaillée des familles et genres d'insectivores

## OrdreAfrosoricida
- famille Chrysochloridae (placé sous l'ordre Afrosoricida par ADW, ITIS et MSW)
  - Amblysomus
  - Calcochloris
  - Chlorotalpa
  - Chrysochloris
  - Chrysospalax
  - Cryptochloris
  - Eremitalpa
- famille Tenrecidae (placé sous l'ordre Afrosoricida par ADW, ITIS et MSW)
  - sous-famille Geogalinae
    - Geogale

  - sous-familles Oryzorictinae
    - Limnogale
    - Microgale
    - Oryzorictes

  - sous-famille Potamogalinae
    - Micropotamogale
    - Potamogale

  - sous-famille Tenrecinae
    - Echinops
    - Hemicentetes
    - Setifer
    - Tenrec

## OrdreErinaceomorpha
- famille Erinaceidae (placé sous le sous-ordre Erinaceomorpha de l'ordre Eulipotyphla)
  - sous-famille Erinaceinae
    - Atelerix
    - Erinaceus
    - Hemiechinus
    - Mesechinus

  - sous-famille Galericinae
    - Echinosorex Blainville, 1838
    - Hylomys Müller, 1840
    - Neohylomys Shaw & Wong, 1959
    - Neotetracus Trouessart, 1909
    - Podogymnura Mearns, 1905

## OrdreMacroscelidea
- famille Macroscelididae dans l'ordre des Macroscelidea

## OrdreSoricomorpha
- famille Nesophontidae (placé sous l'ordre Soricomorpha par ADW, ITIS et MSW)
  - Nesophontes
- famille  Solenodontidae (placé sous l'ordre Soricomorpha par ADW, ITIS et MSW)
  - Solenodon
- famille Soricidae (placé sous l'ordre Soricomorpha par ADW, ITIS et MSW)
  - sous-famille Crocidurinae
    - Congosorex
    - Crocidura
    - Diplomesodon
    - Feroculus
    - Myosorex
    - Paracrocidura
    - Ruwenzorisorex
    - Scutisorex
    - Solisorex
    - Suncus
    - Surdisorex
    - Sylvisorex

  - sous-famille Soricinae
    - Anourosorex
    - Blarina
    - Blarinella
    - Chimarrogale
    - Cryptotis
    - Megasorex
    - Nectogale
    - Neomys
    - Notiosorex
    - Sorex
    - Soriculus

- famille Talpidae (placé sous l'ordre Soricomorpha par ADW, ITIS et MSW)
  - sous-famille Desmaninae
    - Desmana
    - Galemys

  - sous-famille Talpinae
    - Condylura
    - Euroscaptor
    - Mogera
    - Nesoscaptor
    - Neurotrichus
    - Parascalops
    - Scalopus
    - Scapanulus
    - Scapanus
    - Scaptochirus
    - Scaptonyx
    - Talpa
    - Urotrichus

  - sous-famille Uropsilinae
    - Uropsilus

## SelonADW,ITISetMSW
ADW, ITIS et MSW ne reconnaissent pas cet ordre et placent ses familles dans les ordres Afrosoricida, Erinaceomorpha et Soricomorpha.